# Libro Almanaque Escuela Para Todos
El Libro Almanaque Escuela Para Todos es un libro anual de carácter informativo muy diverso en las ramas del saber y la ciencia, a manera de una publicación de referencia. Es originado en San Pedro de Montes de Oca, San José, Costa Rica  para ser distribuido dentro del país y el resto de Centroamérica. 
Su primer ejemplar salió a la luz en 1966, con el nombre de ICECU (Instituto Centroamericano de Extensión de la Cultura), patrocinado bajo la Fundación Escuela Para Todos, que además tiene su propio programa de radio de orientación muy similar, "Oigamos la respuesta". 
El programa y el libro van dirigidos a aquellas personas que no tienen la facilidad de informarse y encontrar respuesta a sus dudas, particularmente población de origen campesino y de baja escolaridad.

## Inicios
En 1963, por iniciativa del Dr. Roderich Thun Stotzingen (1908-1983) y Manuela Tattenbach Yglesias (1926-2010), un matrimonio austríaco-alemán-costarricense que vivió gran parte de su vida en comunidades agropecuarias de Centroamérica, se fundó el Instituto Centroamericano de Extensión de la Cultura, institución de bien público sin fines de lucro que originalmente fue financiado con aportes de los gobiernos centroamericanos y de las universidades populares de Alemania. 
La idea del ICECU fue gestada como un programa de educación para los campesinos de Centroamérica, basado en el respeto a las necesidades en intereses que cada persona manifiesta.
El ICECU fue creado por la Asamblea Legislativa de Costa Rica en 1963 por medio de la ley 3215.
Las primeras actividades del ICECU consistieron en producir afiches informativos y organizar giras de conferencias.
La experiencia del Dr. Thun y de doña Manuela con campesinos del área le hizo darse cuenta de que ellos tienen grandes interrogantes sobre el mundo, los astros, la historia y la cultura en general, y lo que requerían era encontrar una respuesta en un lenguaje que pudieran comprender.
Con la finalidad de darle solución a este problema, en 1964 apareció el programa radial 'Escuela Para Todos' (actualmente llamado 'Oigamos la respuesta'), en el que se responden las preguntas que los habitantes de zonas rurales les hacían llegar a la Institución. 
El Dr. Thun y doña Manuela se mostraron sorprendidos por la cantidad de preguntas que llegaron desde el primer momento en que se ofreció la posibilidad de contestarlas.

## Programa de radio 'Oigamos la respuesta' (1964-presente)
En la década de 1960, el Dr. Thun y doña Manuela, los fundadores del ICECU, vivían en una finca en  Cartago, Costa Rica, cerca del Volcán Irazú. Allí se asombraban por la sabiduría campesina de sus vecinos y empleados que les ayudaban en la finca, pero varios de ellos no sabían leer ni escribir.
El Dr. Thun y doña Manuela supieron que las personas tenían grandes dudas sobre el mundo que los rodeaba. Pero eran pocas las oportunidades para encontrar respuestas en un lenguaje sencillo y comprensible.
El ICECU se fundó con el propósito de ofrecer explicaciones a las preguntas de las personas, y fue un primer paso para impulsar un amplio y vigoroso programa de educación en Centroamérica.
El ICECU inició su labor diseñando afiches con información sobre diversos temas explicados de forma sencilla y comprensible, que se repartían por los pueblos.
En 1964 se inició la trasmisión del programa de radio “Escuela Para Todos” que luego comenzó a trasmitirse en toda Centroamérica. La producción de estos contenidos se alimenta de las cartas con comentarios y preguntas que se reciben desde distintos lugares de Centroamérica.
Más de 50 años después, se siguen recibiendo preguntas desde diferentes lugares de Centroamérica y del resto del mundo por medio de cartas, faxes, llamadas telefónicas, correos electrónicos, redes sociales y personas que visitan las oficinas del ICECU para dejar sus consultas o comentarios.
El Departamento de Correspondencia del ICECU recibe las preguntas y las entrega al equipo de investigadores, quienes se encargan de responderlas haciendo uso del “Lenguaje ICECU”, que usa una redacción y palabras simples.
Cuando las respuestas están listas, se escogen algunas preguntas y se llevan a su estudio de grabación, donde se produce el programa de radio 'Oigamos la respuesta'. Una vez grabado, se envía a las diferentes emisoras que lo trasmiten y estas lo llevan a miles de hogares de Centroamérica. Pero todas las preguntas se contestan por carta, por correo electrónico o por WhatsApp.
Al principio, este programa de radio se llamaba 'Escuela Para Todos', y empezó a trasmitirse en Radio Monumental de Costa Rica. El primer episodio se trasmitió en exclusiva para Costa Rica el lunes 12 de octubre de 1964 y fue una conferencia sobre la pantera negra.
En años posteriores, el ICECU firmó contratos con radioemisoras de los demás países centroamericanos, donde el programa fue calurosamente acogido.
La primera vez que se trasmitió el programa de radio no había oyentes, y por lo tanto, no había preguntas que contestarle a los oyentes. Las primeras respuestas que se trasmitieron fueron a consultas que el personal del ICECU tenía o había escuchado de varias personas.
Cuando inició la trasmisión en toda Centroamérica, empezaron a llegar preguntas de los primeros oyentes del programa 'Escuela para Todos'. Desde entonces, los oyentes son quienes hacen posible la producción del programa de radio. Actualmente el programa radial se llama "Oigamos la Respuesta" y se transmite en más de 70 emisoras de lunes a viernes y también en internet, en su página oficial, www.icecu.org, en las apps iVoox y YouTube Music y en su canal de YouTube.
En los episodios de los días lunes, martes y jueves se contestan preguntas, los miércoles se brindan conferencias sobre temas determinados, y los viernes se transmiten episodios antiguos de preguntas y respuestas. 
Uno de los locutores más recordados de este programa de radio fue el costarricense José Manuel Salas Araya (1923-2020) quien se mantuvo frente al micrófono por 46 años cumpliendo con su voz el lema del ICECU: “Comprender lo comprensible es un Derecho Humano”.

## Libro Almanaque Escuela Para Todos (1966 – presente)
Siempre con el fin de brindar información en un lenguaje sencillo, el Dr. Thun y doña Manuela se dieron cuenta de la necesidad de ofrecer, además del programa de radio, materiales de lectura. En los años sesenta había intensas campañas de alfabetización, pero una vez que los campesinos aprendían a leer no tenían qué leer, puesto que hasta las notas de los periódicos estaban escritas en un estilo que les resultaba difícil de comprender y se referían a temas que requerían conocer cierta información previa. 
Aunque el Dr. Thun y doña Manuela estaban satisfechos con la reducción del analfabetismo en la región, señalaron sin embargo la falta de materiales de lectura. Se le estaba enseñando a las personas a leer, pero no habían materiales de lectura apropiados a su alcance. El lenguaje y redacción de un periódico, por ejemplo, puede estar muy lejos de la comprensión de muchas personas.
Decidió entonces elaborar una publicación de comprensión accesible a cualquier persona que supiera leer, así fuera de forma rudimentaria. Y así, en 1966 se publica el primer Libro Almanaque Escuela para Todos, que se ha venido publicando ininterrumpidamente desde entonces. La distribución del Libro Almanaque llega a todos los países del Istmo Centroamericano y ha alcanzado un tiraje que ronda el medio millón de ejemplares por edición.
El costo de la publicación fue desde el inicio, y sigue siendo hoy, accesible hasta para las personas de escasos recursos y, respetando el principio de que el tema lo deben escoger los destinatarios, los temas que se incluyen se seleccionan a partir de las cartas que se reciben.
El primer Libro Almanaque Escuela para Todos apareció en 1966 y continúa hasta la fecha apareciendo cada año. En los últimos años, la edición, que circula en todo Centroamérica, ha alcanzado tirajes de más de 400.000 ejemplares.
Pocos años después de la muerte del Dr. Thun, en 1987, la elaboración del Libro Almanaque pasó a manos de la Fundación Escuela para Todos, institución privada sin fines lucrativos cuyo fin es mantener vivo su legado y su filosofía de servicio desde el anonimato (puesto que su personal trabaja en equipo) para satisfacer las ansias de conocimiento de los centroamericanos de toda condición.
Solamente las tres primeras publicaciones llevaron el nombre de ICECU, para ser re-bautizado definitivamente en 1969,  bajo el mismo nombre del programa de radio —en ese momento—, Libro Almanaque Escuela Para Todos.
Las dimensiones de los ejemplares se redujeron significativamente a partir de la edición de 1991 (no así su cantidad de páginas), por un aspecto económico desde un tamaño estándar de papel ejecutivo a uno similar a una libreta. 
De igual forma, la calidad de las hojas evolucionó del tradicional papel periódico en blanco y negro al actual papel bond, intercalado hojas con papel couche que tienen texto e imágenes a todo color y de gran resolución.
En los últimos años, la edición anual que circula en toda Centroamérica, ha alcanzado tirajes de aproximadamente entre 400.000 y 500.000 ejemplares vendidos.
Para su distribución, el Instituto tiene distribuidores autorizados situados estratégicamente en Corozal (Belice), Ciudad de Guatemala (Guatemala), Tegucigalpa (Honduras), San Salvador (El Salvador), Managua (Nicaragua) y Ciudad de Panamá (Panamá), estando la sede central en San Pedro de Montes de Oca, San José, Costa Rica.

## Serie audiovisual 'Veamos la respuesta'
El 12 de octubre del 2021, el ICECU celebró su aniversario número 57 con el lanzamiento de una serie audiovisual titulada ‘Veamos la respuesta’.
La primera temporada cuenta con 30 videos educativos que responden a preguntas frecuentes que llegaron de diferentes partes de los países de Centroamérica desde la fundación del ICECU, en 1964, hasta la fecha. Todas las semanas se estrena un nuevo episodio en el canal de YouTube de Veamos la Respuesta.

## Fundación Escuela Para Todos y actualidad
Casi 4 años después de la muerte del Dr. Roderich Thun, para 1987 la elaboración del Libro Almanaque pasó a manos de la Fundación Escuela Para Todos, institución privada cuyo objetivo es hacer el Libro Almanaque.
Por su parte, el ICECU es una institución autónoma que se encarga de hacer los programas de radio, y de contestar las preguntas de los oyentes.
En la actualidad el ICECU depende del presupuesto de la República de Costa Rica a través del  Ministerio de Educación Pública de Costa Rica. También recibe donaciones de la  Secretaría de Educación de la República de Honduras.
Por su parte la Fundación Escuela Para Todos se financia con las ventas del Libro Almanaque.
Según publicó en su página web oficial, el programa radial se transmite 1 radioemisora de Estados Unidos, 14 de Guatemala, 6 de Honduras, 24 de Nicaragua, 33 de Costa Rica, 10 de El Salvador y 6 de Panamá. Las radioemisoras que transmiten el programa son en AM, FM e Internet.
Por otro lado, el Libro Almanaque ahora se distribuye también en Belice (a pesar de estar disponible solo en idioma español), así como en algunas regiones del sur de México.

## Homenajes
En el 2019, el ICECU recibió una mención especial en la categoría de Gestión y Promoción Cultural como parte de los Premios Nacionales de Cultura 2018, entregados por el Ministerio de Cultura y Juventud de Costa Rica.

## Publicaciones de la Fundación Escuela Para Todos
- Libro Almanaque Escuela para Todos (1966-presente)
- Cuide sus animales (1970)
- Manual del Carpintero (1970)
- Astros del Cielo (1978)
- Manual del Ebanista (1970)
- Querida Tierra (1993)
- Animales del Mundo (1970)
- Milagro de la cintura de América (2002)
- Comprender lo Comprensible (1978)
- Las Figuras de José María Figueroa
- De todo un poco (1968-1969)
- Boletines Radio en la Escuela (1970)